# Straßenbahn Toyohashi
Die Straßenbahn Toyohashi ist das Straßenbahnnetz von Toyohashi auf der Insel Honshū in Japan. Es wird durch die private Bahngesellschaft Toyohashi Tetsudō (jap. 豊橋鉄道) betrieben, einem Unternehmen der Meitetsu-Gruppe. Die erste Strecke wurde 1925 eröffnet. Heute ist das Streckennetz 5,4 km lang und besteht aus noch einer Linie, der Azumada-Hauptlinie (東田本線 Azumada-honsen), die sich am östlichen Ende in zwei kurze Äste verzweigt.

## Beschreibung
Das gesamte Streckennetz ist straßenbündig und in Kapspurweite (1067 mm) trassiert. Die westliche Endstation Eki-mae (駅前) befindet sich auf dem Platz vor dem Bahnhof Toyohashi und dem benachbarten Bahnhof Shin-Toyohashi. An der eingleisigen Stumpfendstelle kan auf beiden Seiten ein- und ausgestiegen werden. Unmittelbar danach beginnt der zweigleisige Abschnitt. Dieser durchquert die Innenstadt zuerst in östlicher, dann in nördlicher Richtung. An der Kreuzung der Nationalstraße 1 mit der Präfekturstraße 359 wendet sich die Strecke erneut nach Osten. Nach etwas mehr als vier Kilometern verzweigt sie sich an der Haltestelle Ihara (井原) in zwei kurze, eingleisige Äste: Der östliche führt bis Akaiwaguchi (赤岩口), der südliche bis Undōkōen-mae (運動公園前).
Tagsüber verkehren die Straßenbahnen auf der Stammstrecke alle sieben Minuten, auf den beiden Außenästen alternierend alle 14 Minuten. Während der Hauptverkehrszeit kommt eine verkürzte Linie im 5-Minuten-Takt zwischen den Haltestellen Eki-mae und Ihara hinzu. Am Bahnhof bestehen Umsteigemöglichkeiten zu den Zügen von JR Central und Meitetsu sowie zu der von Toyohashi Tetsudō betriebenen Atsumi-Linie.

## Geschichte

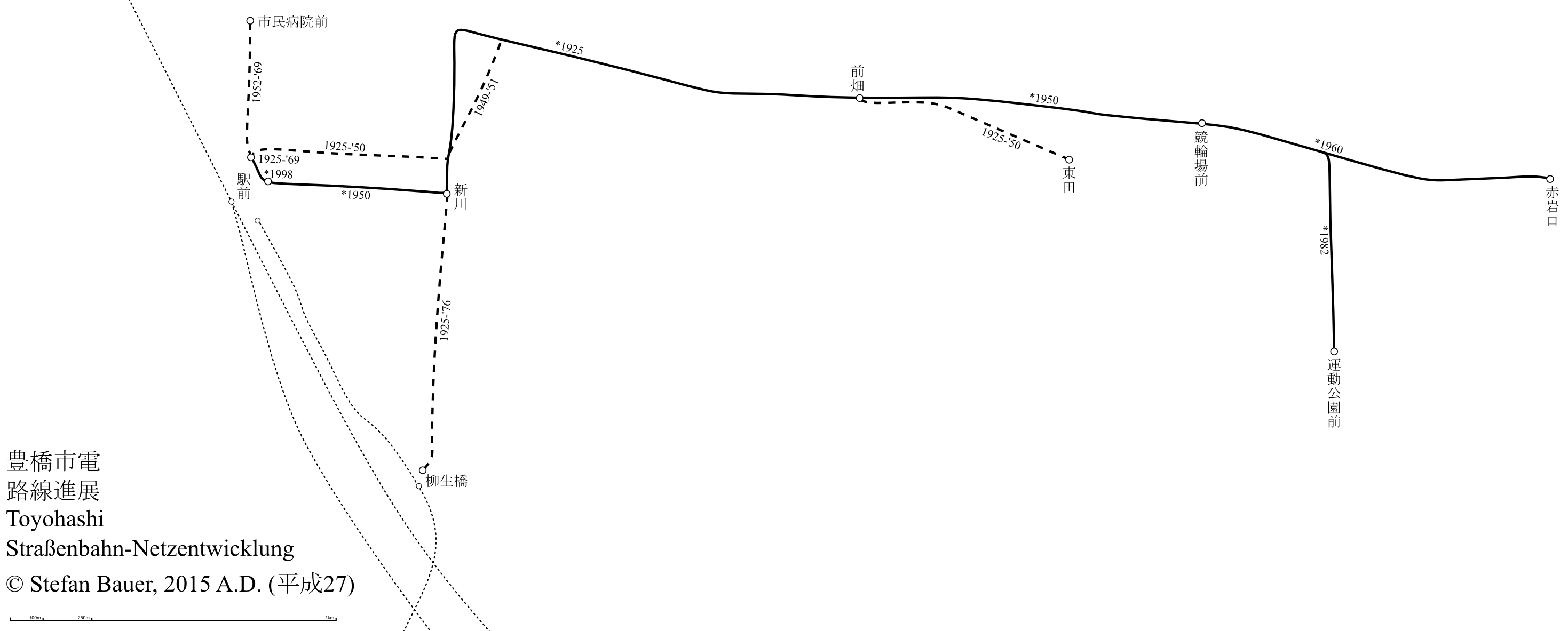
Netzentwicklung (durchgezogen = Bestand, unterbrochen = stillgelegt)

Am 17. März 1924 erfolgte die Gründung der privaten Straßenbahngesellschaft Toyohashi denki kidō (豊橋電気軌道). Diese nahm am 14. Juli 1925 die ersten Teilstrecken in Betrieb, die vom Bahnhof (Eki-mae) nach Fudagi (札木) bzw. Yagyubashi (柳生橋) führten. Während der Südast damit seine maximale Ausdehnung erreicht hatte, wurde die Hauptstrecke im selben Jahr zweimal verlängert – zunächst von Fudagi nach Higashihatchō (東八町), danach von Higashihatchō bis Azumada (東田). Im September 1939 erwarb die Bahngesellschaft Meitetsu das Unternehmen. das nun Teil der Meitetsu-Gruppe war.
Ein US-amerikanisches Flächenbombardement am 19. und 20. Juni 1945 zerstörte große Teile der Stadt. Der Straßenbahnbetrieb konnte am 8. Juli auf einem kurzen Abschnitt wiederaufgenommen werden, die vollständige Rekonstruktion war am 13. Februar 1946 abgeschlossen. Das Unternehmen änderte am 1. September 1949 seinen Namen in Toyohashi kōtsū (豊橋交通). 1950/51 nahm es verschiedene Trassenverlegungen und zweigleisige Ausbauten vor. Es kamen auch zwei kurze Verlängerungen hinzu, am 17. September 1950 zweigleisig von Azumada nach Keirinjō-mae (競輪場前) und am 5. Oktober 1952 eingleisig vom Bahnhof zum städtischen Krankenhaus. Zusammen mit der Atsumi-Linie in die westlichen Vororte wurde die Straßenbahn am 22. Juli 1954 innerhalb der Meitetsu-Gruppe zur neuen Gesellschaft Toyohashi Tetsudō umstrukturiert.
Dieses Unternehmen eröffnete am 1. Juni 1960 eine Verlängerung der Hauptstrecke von Keirinjō-mae um 1,2 km nach Akaiwaguchi. Dem damaligen Trend in anderen japanischen Städten folgend, legte es auch Streckenabschnitte still: am 15. Mai 1969 das erst 16 Jahre zuvor eröffnete Teilstück zum städtischen Krankenhaus und am 7. März 1976 den Südast nach Yagyubashi. Somit blieb nur die als Azumada-Hauptlinie bezeichnete Strecke übrig. Anstatt diese ebenfalls stillzulegen, entschloss sich die Toyohashi Tetsudō zu einer umfassenden Modernisierung. Sie eröffnete am 31. Juli 1982 eine 600 m lange Zweigstrecke von Iraha nach Undōkōen-mae. Die letzte Änderung betraf im Februar 1998 die Verlegung der Endhaltestelle am Bahnhof um 150 Meter unmittelbar vor das Empfangsgebäude.

## Fahrzeuge
Der Fuhrpark besteht zurzeit (2019) aus vier unterschiedlichen Baureihen.
- Seit 2008 im Einsatz ist ein von Alna Sharyō gefertigtes Einzelexemplar der Baureihe T1000, ein dreiteiliger, vollständig niederfluriger Gelenkwagen mit der Bezeichnung „HotTram“ (ほっトラム).[2] Seitens des Herstellers wird er dem Typ Ua der Little-Dancer-Familie zugeordnet.
- Drei Exemplare zählt die Baureihe Mo800. Diese teilweise niederflurigen Einzelwagen stammen von Nippon Sharyō und standen bei der mittlerweile stillgelegten Straßenbahn Gifu im Einsatz. Ein Wagen kam bereits 2005 nach Toyohashi, die beiden anderen waren zwischenzeitlich an die Straßenbahn Fukui–Echizen ausgeliehen worden und wurden im März 2019 ebenfalls hierher gebracht.[3][4]
- Ebenfalls aus Gifu übernommen wurden im Jahr 2005 sieben Exemplare der Baureihe Mo780. Es handelt sich um hochflurige Einzelwagen des Herstellers Nippon Sharyō mit Baujahr 1997.[5]
- In den Jahren 1992 und 2000 erwarb die Straßenbahn Toyohashi vom Verkehrsamt der Präfektur Tokio je zwei hochflurige Einzelwagen der Baureihe Mo3500, die zuvor auf der Toden-Arakawa-Linie im Einsatz standen. Sie waren zwischen 1953 und 1956 von Aruna Kōki gebaut worden. Um sie hier einsetzen zu können, mussten sie zuerst an die schmalere Spurweite angepasst werden.[5]
- Drei hochflurige Einzelwagen der Baureihe Mo3200 (ehemals Mo580), die 1955/56 von Nippon Sharyō für die Straßenbahn Gifu gebaut worden waren, kamen 1976 nach Toyohashi. Wagen Nr. 3203 steht heute als Imbiss-Sonderwagen (おでんしゃ, Odensha) in Betrieb.[5]

## Bilder

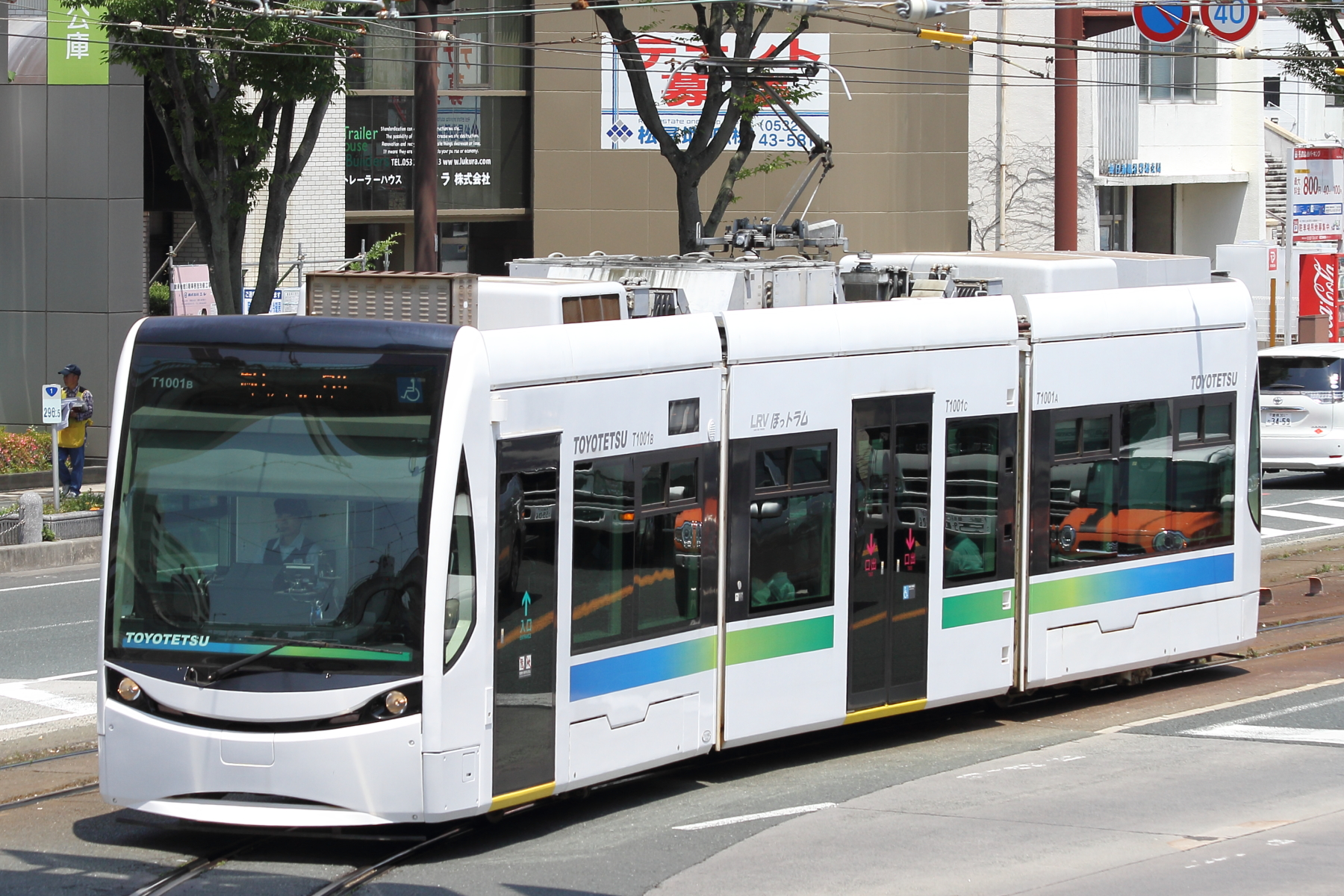
Niederflur-Gelenktriebwagen der Baureihe T1000
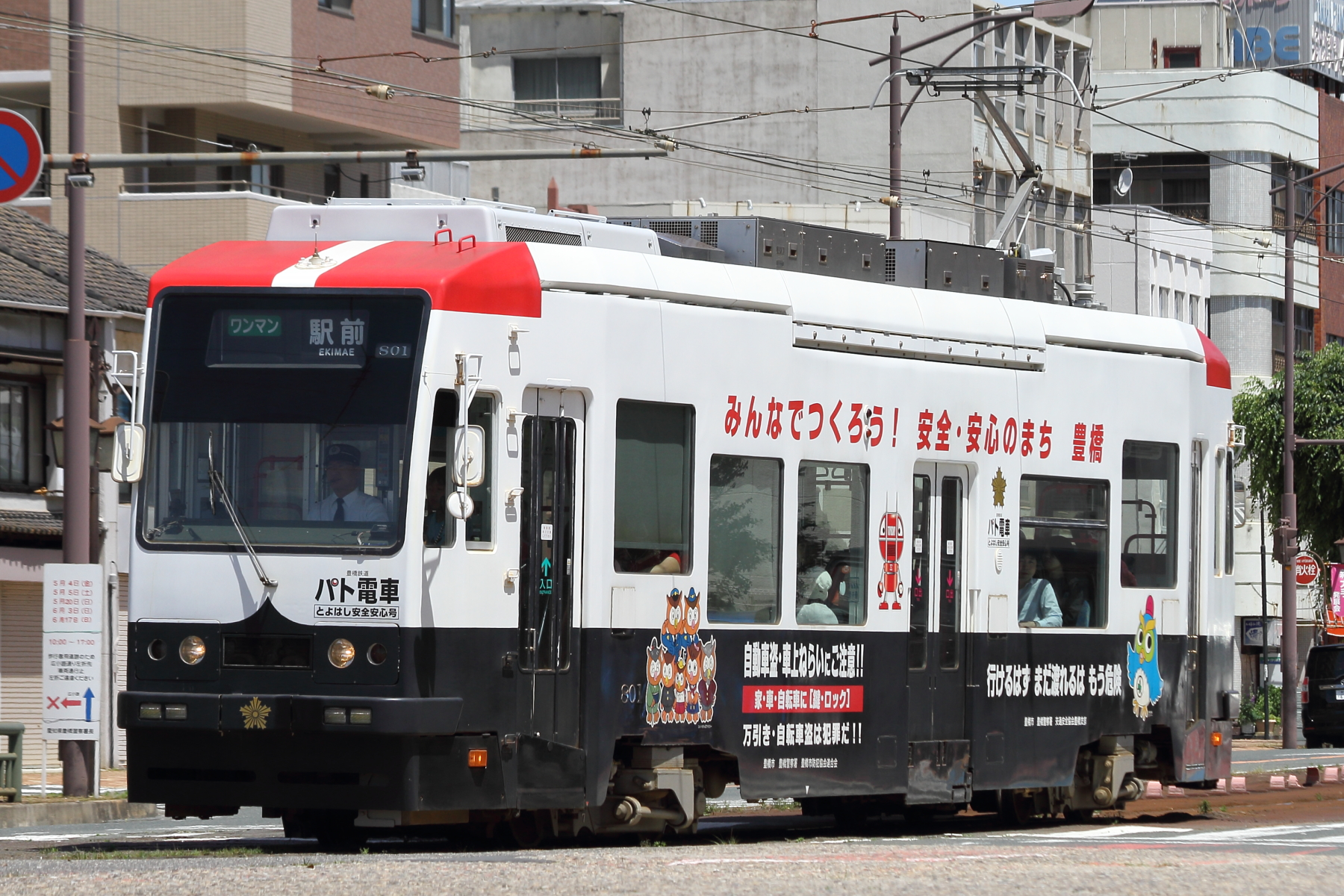
Niederflur-Einzelwagen der Baureihe Mo800
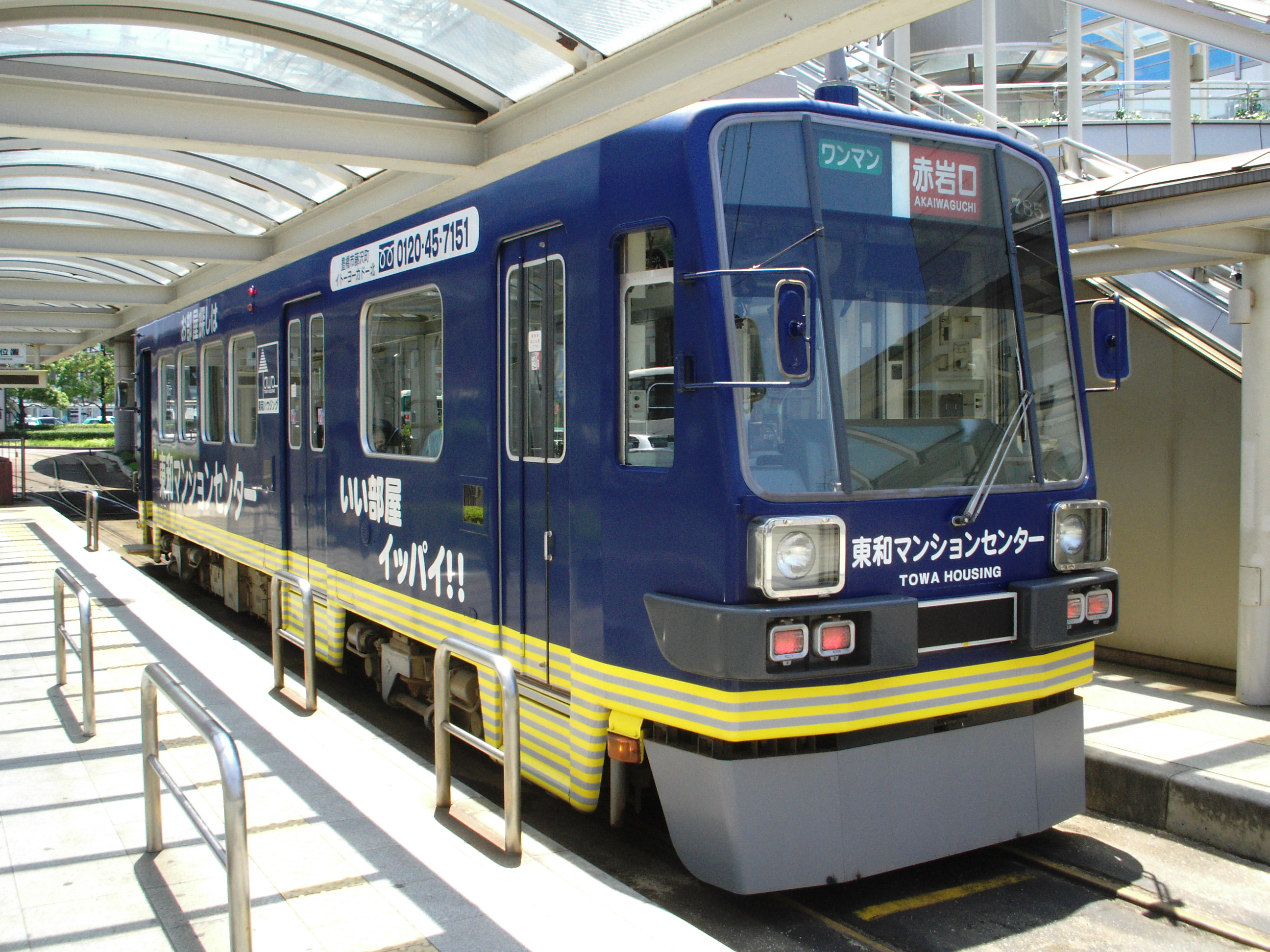
Hochflur-Einzelwagen der Baureihe Mo780
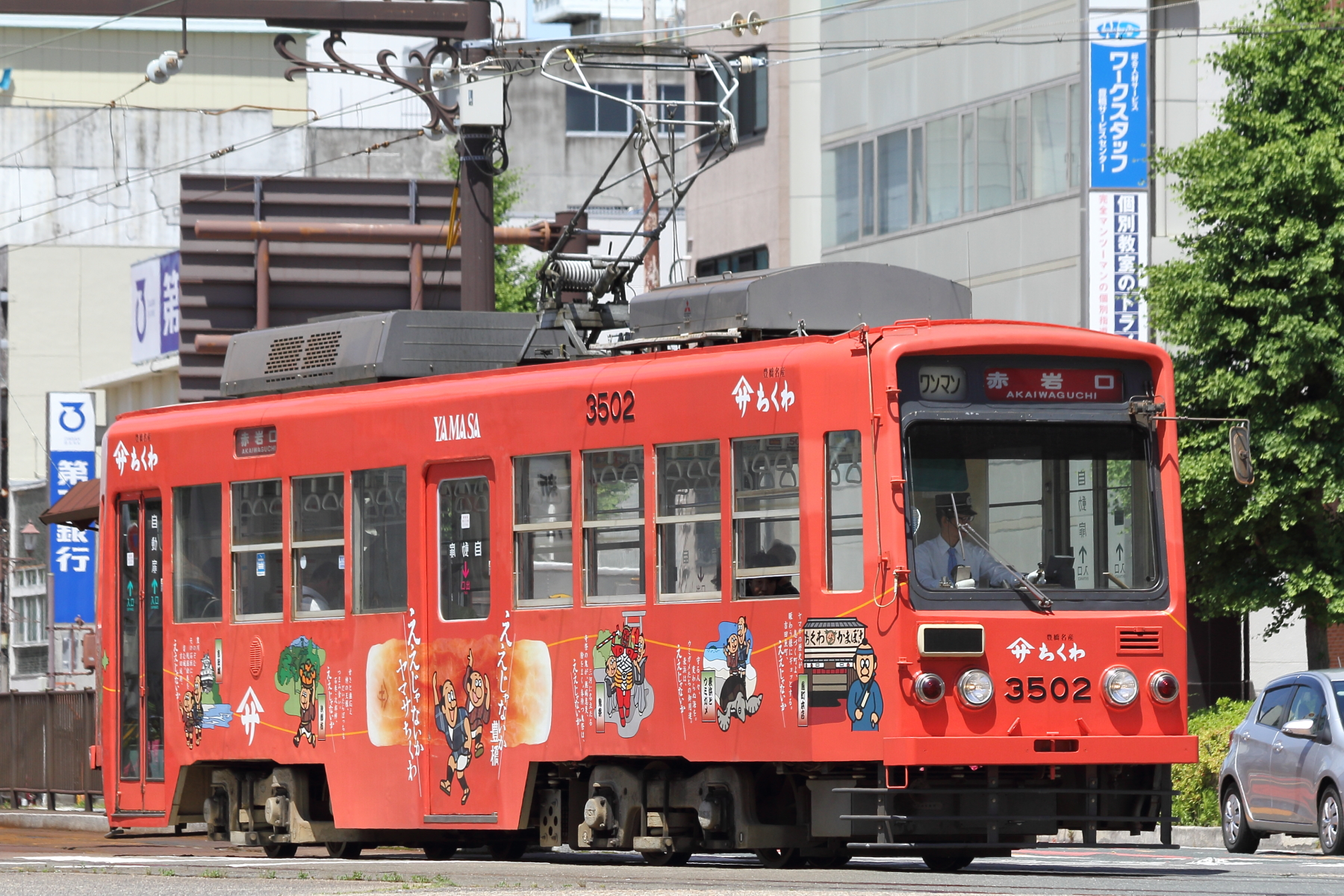
Hochflur-Einzelwagen der Baureihe Mo3500
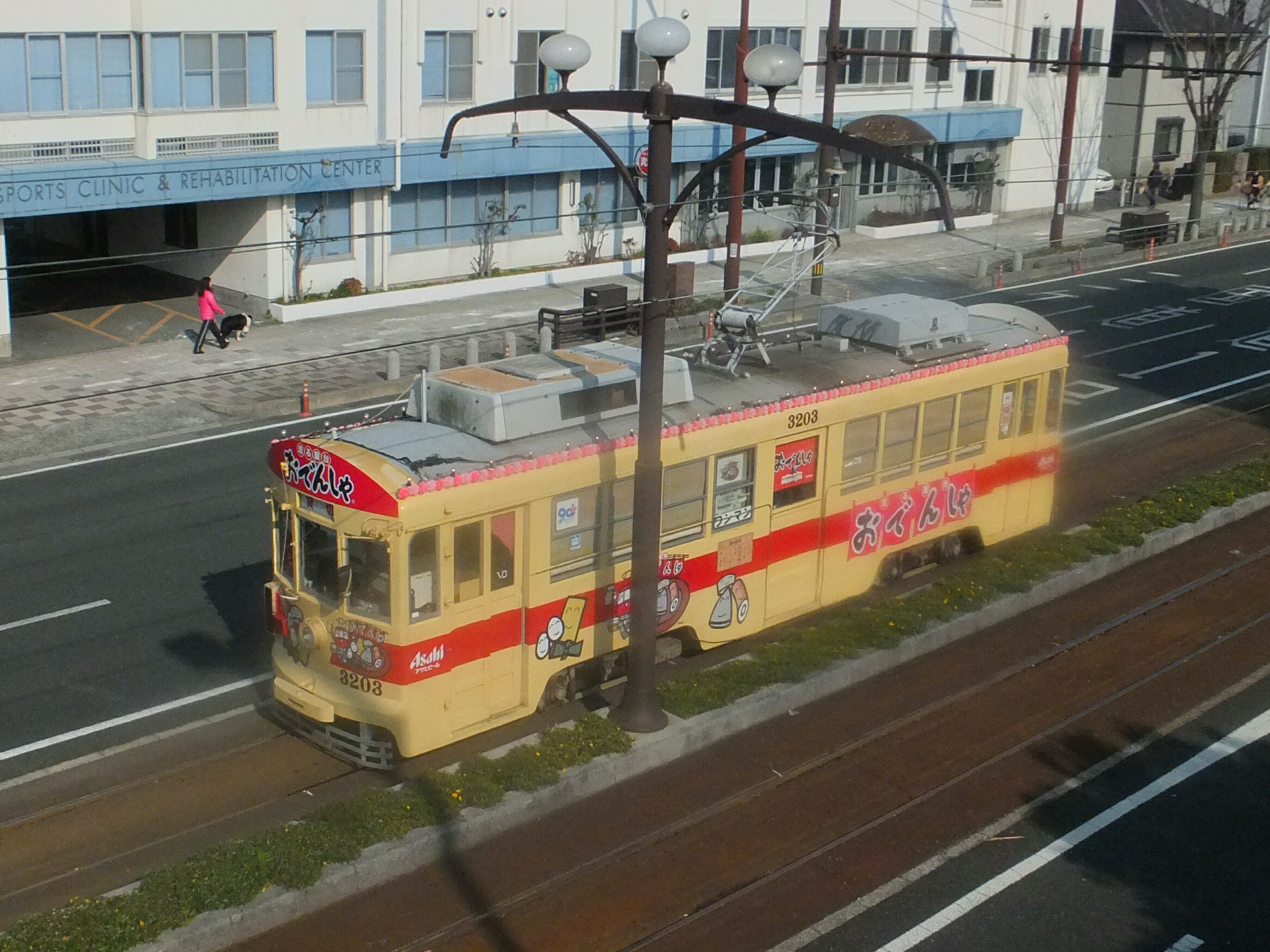
„Odensha“ in der Hauptstraße
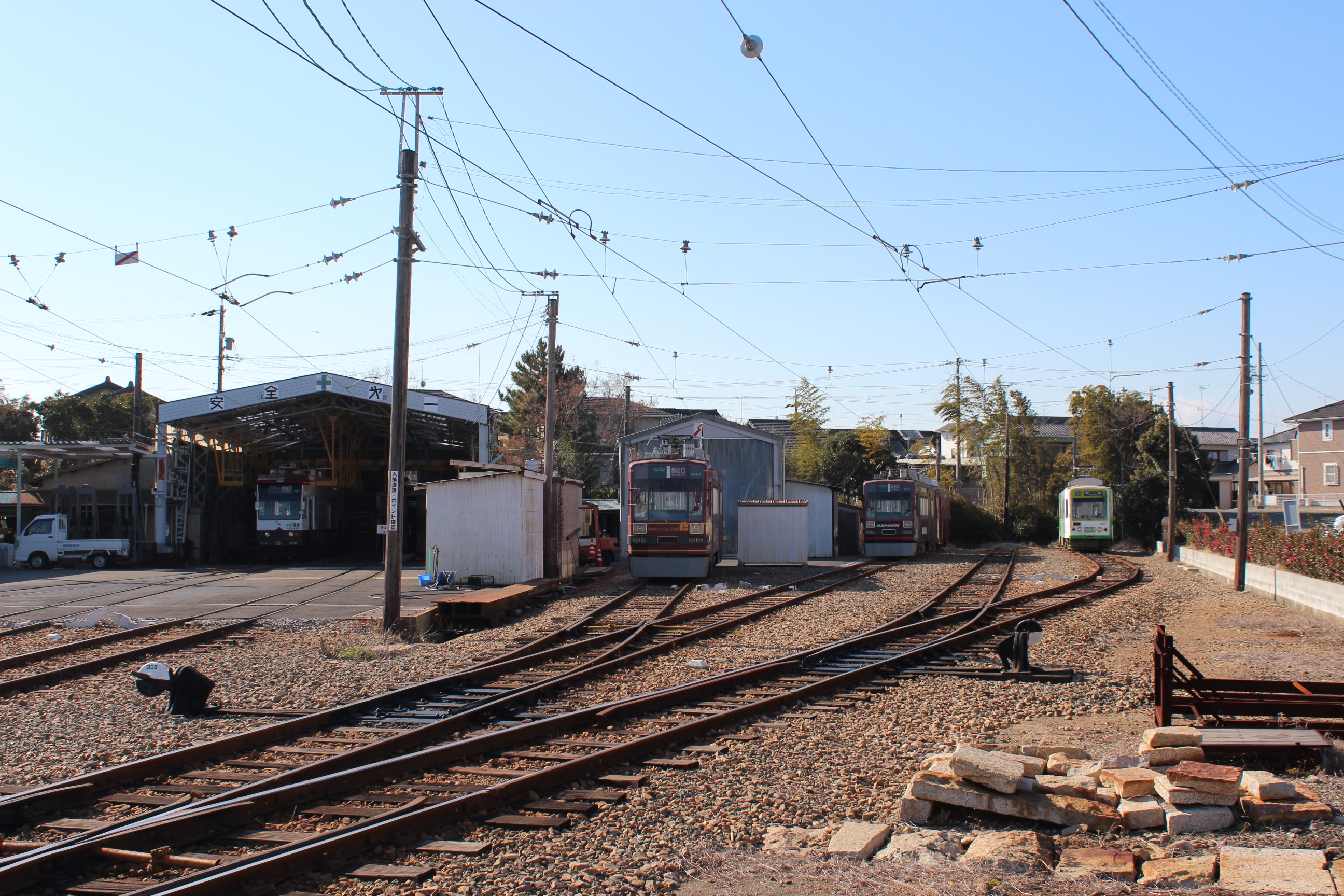
Depot Akaiwaguchi